# Xã Mercier, Quận Brown, Nam Dakota
Xã Mercier (tiếng Anh: Mercier Township) là một xã thuộc quận Brown, tiểu bang Nam Dakota, Hoa Kỳ. Năm 2010, dân số của xã này là 174 người.